# Susana Vitorino
Susana Vitorino (Lisboa, 23 de outubro de 1973) é uma actriz portuguesa.

## Televisão
- Santa Bárbara, TVI 2015
- guarda prisional em Coração D'Ouro, SIC 2015
- Vanda em Mar Salgado, SIC 2014
- Mãe de Helena em O Beijo do Escorpião, TVI 2014
- Dancin' Days, SIC 2012
- Irene em Rebelde Way (Portugal), SIC 2008
- Liberdade 21, RTP 2008
- Vingança, SIC 2007
- Betinha em O Prédio do Vasco, TVI 2004-2005
- Sofia em Inspector Max, TVI 2004
- Verónica em Olá Pai!, TVI 2003
- Raquel em Tudo Por Amor, TVI 2002-2003
- Daniela em Lusitana Paixão, RTP 2002
- Bairro da Fonte, SIC 2002
- Sónia em Sociedade Anónima, RTP 2001
- Noémia em Olhos de Água, TVI 2001
- Mulher no carro em Super Pai, TVI 2001
- Noémia em Segredo de Justiça, RTP 2001
- Silvia em Bastidores, RTP 2001
- Domingas no telefilme Querida Mãe, SIC 2000 (como Susana Dias)
- Sofia em Ajuste de Contas, RTP 2000 (como Susana Dias)
- Cuca em Conc(s)ertos na Cave, RTP 2000
- Malucos do Riso, SIC 1999
- Isaltina em Capitão Roby, SIC 1999
- Mãos à Obra, RTP 1999
- Uma Casa em Fanicos, RTP 1998
- Polícias à Solta, SIC 1998
- Rita em Primeiro Amor, RTP 1995-1996 (como Susana Dias)